# 1951 au Manitoba
Chronologie du Manitoba
- 1947
- 1948
- 1949
- 1950
- 1951
- 1952
- 1953
- 1954
- 1955

Cette page concerne des événements d'actualité qui se sont produits durant l'année 1951 dans la province canadienne du Manitoba.

## Politique
- Premier ministre : Douglas Lloyd Campbell
- Chef de l'Opposition :
- Lieutenant-gouverneur : Roland Fairbairn McWilliams
- Législature :

## Naissances
- 10 avril : Allan Kroeker est un réalisateur, directeur de la photographie, scénariste, monteur et producteur de cinéma canadien né à Winnipeg.

- 19 juin : William Alexander (Bill) Blaikie (né à Winnipeg, au Manitoba) est un homme politique canadien et chef adjoint du Nouveau Parti démocratique (NPD). Au moment de son départ en 2008, il était le député qui possédait les plus longs états de service à la Chambre des communes du Canada, ayant été élu en 1979, et était à ce moment-là le doyen de la Chambre. Il était député de la circonscription provinciale manitobaine d'Elmwood lors de l'élection partielle en 2009 et il ne se présentera pas aux prochaines élections du Manitoba.

- 20 juillet : Paulette Bourgeois, née à Winnipeg, est une auteure canadienne de littérature d'enfance et de jeunesse.

- 20 août : Samuel (Sam) Michael Katz, né à Rehovot, en Israël[1], est le 42e maire de la ville de Winnipeg, dans la province canadienne du Manitoba. Il est aussi entrepreneur, et membre de l'Ordre du Manitoba.

- 5 septembre : James Lunney (né à Winnipeg) est un chiropraticien et homme politique canadien ; il est actuellement député à la Chambre des communes du Canada, représentant la circonscription britanno-colombienne de Nanaimo—Alberni depuis 2000, d'abord sous la bannière de l'Alliance canadienne, puis du Parti conservateur du Canada.

- 10 septembre : Paul J. Massicotte (né au Manitoba) est un sénateur canadien. Il a été nommé le 26 juin 2003 en tant que représentant de la région sénatoriale de Lanaudière. Nommé par le Premier ministre Jean Chrétien, Massicotte siège en tant que libéral. Il siège sur le Comité permanent des banques et du commerce ainsi que sur le Comité permanent de l'énergie, de l'environnement et des ressources naturelles.